# Khandesi jezici
Khandesi jezici malena skupina od (3) indoarijska jezika iz Indije, koji čine posebnu podskupinu centralnih indoarijskih jezika. Rašireni su na području država Gujarat, Maharashtra i Radžastan. Najznačajniji među njima je khandeski jezik s 1.580.000 govornika (1997). 
Predstavnici su: ahirani [ahr], 779.000 (1997); dhanki [dhn] 163.000 (2007); i khandesi

## Vanjske poveznice
- Ethnologue (14th)
- Ethnologue (15th)